# Агламазово
Агламазово — деревня в Спасском районе Рязанской области. Входит в Панинское сельское поселение

## География
Находится в центральной части Рязанской области на расстоянии приблизительно 9 км на северо-запад по прямой от районного центра города Спасск-Рязанский на левобережье Оки.

## История
Отмечалась еще на карте 1840 года. На карте 1850 года показана как поселение с 7 дворами. В 1859 году здесь (тогда деревня Спасского уезда Рязанской губернии) было учтено 8 дворов, в 1897 — 24.

## Население
Численность населения: 72 человека (1859 год), 193 (1897), 40 в 2002 году (русские 95 %), 36 в 2010.